# Nigrolamia borussa
Nigrolamia borussa är en skalbaggsart som först beskrevs av Jordan 1903.  Nigrolamia borussa ingår i släktet Nigrolamia och familjen långhorningar. Inga underarter finns listade i Catalogue of Life.